# در خودکشی

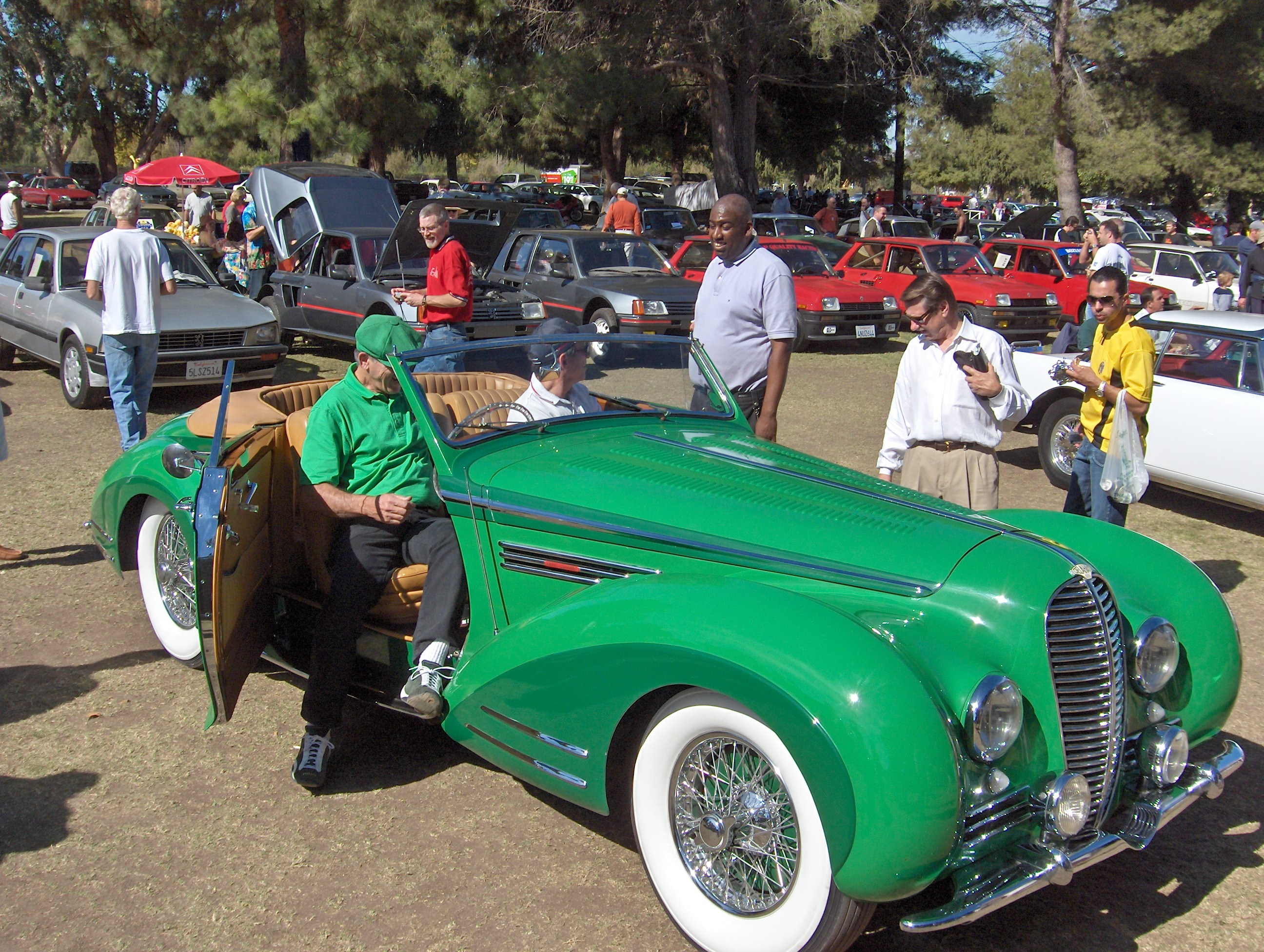
دلاهی، مدل ۱۳۵

درب خودکُشی از گونه‌های درهای خودرو است.

لولای این درب به‌جای قرارگیری در ستون جلو خودرو، در ستون عقب قرار می‌گیرد. درب خودکشی بیشتر در خودروهای قدیمی دیده می‌شد.

اگر این درها به‌هنگام حرکت خودرو اندکی باز شوند، به‌دلیل نحوهٔ قرارگیریشان مانند یک بادبان عمل می‌کنند. این امر باعث می‌شود در پس از مدتی به‌طور کامل باز یا حتی از جای خود جدا شود. اکنون پی بردیم که چرا نام خودکشی را بر سر این طراحی نهاده‌اند.

امروزه بازهم شاهد حضور این‌گونه درها هستیم. شرکت مزدا با طرح Clamshell، نوع جدیدی از در خودکشیِ ایمن را معرفی کرد.
در طرح Clamshell، درِ جلو (از نوع معمولی) روی درِ عقب (از نوع خودکشی) قرار می‌گیرد و مانع از بازشدن آن می‌شود.